# Trierer Floyris
Der Trierer Floyris ist ein frühhöfischer Versroman, der den Stoff der im Mittelalter sehr beliebten Sage um Floris und Blanscheflur behandelt. Seine Entstehung wird auf 1170 geschätzt. Der Trierer Floyris wurde in der Germanistik lange „niederrheinischer Floyris“ genannt, heute hat sich die Bezeichnung „maasländischer Floyris“ durchgesetzt. Er ist als Fragment erhalten und nach seinem Fundort Trier benannt. Dort wurde er 1877 im Kartäuserkloster St. Alban in zwei Frühdrucken aus dem Jahr 1503 entdeckt. Inzwischen befindet sich das Fragment in der Stadtbibliothek Trier in der Handschriftenmappe X.
Der Trierer Floyris ist das älteste bekannte Textzeugnis des Florisstoffes aus Deutschland. Als Ursprungsland der Floris-Sage gilt Frankreich; die altfranzösische version aristocratique („höfische Version“) unter dem Titel Floire et Blancheflor ist die älteste erhaltene Fassung und gilt als mögliche Vorlage des Trierer Floyris.

## Überlieferung
Der Trierer Floyris wurde auf Pergamentdoppelblättern geschrieben, von denen zwei erhalten sind. Sie wurden in den Buchdeckeln zweier Inkunabeln als Verstärkung des Bucheinbandes benutzt, sind also zerschnitten und stark abgenutzt.
Von den Doppelblättern ist jeweils das obere Viertel erhalten. Da jeweils Vorder- und Hinterseite beschrieben sind und der Text in zwei Spalten geschrieben wurde, sind vom Text 16 einzelne Bruchstücke erhalten.
Sie umfassen jeweils etwa 20 Verse, insgesamt sind 368 Verse erhalten. Die erhaltenen Textteile sind durch Abnutzung, Wurmfraß und Flecken zum Teil unleserlich.
Der Trierer Floyris ist in einer kleinen Handschrift geschrieben; dreimal markiert ein roter Zierbuchstabe über zwei Zeilen hinweg den Anfang eines neuen Abschnitts und es gibt keine großen Verzierungen.

## Datierung und Lokalisierung
Die Datierung wurde aufgrund von reimtechnischen und metrischen Schriftmerkmalen sowie der Verwendung der karolingischen Majuskel vorgenommen und weist auf circa 1170 als Entstehungszeitraum. Helmut de Boor vertrat hingegen die Meinung, dass der Trierer Floyris im Raum Köln-Aachen-Bonn um 1160 entstanden sei, ohne diesen Zeitraum jedoch näher zu begründen.
Die Entstehung kann auf einen kleinen geographischen Raum eingegrenzt werde. Elias von Steinmeyer, der den Trierer Floyris 1877 das erste Mal herausgab, schrieb ihm den niederrheinischen Raum zu. Jan van Dam grenzte das Gebiet schließlich auf das Dreieck Köln-Aachen-Kleve ein. Das Gebiet ist als Entstehungsort allgemein anerkannt, zumal aufgrund von sprachlichen Kriterien für diesen Raum typische Überarbeitungstechniken ermittelt wurden. Die Sprache ist (ost)maasländisch.

## Sprache und Schreibstil
Indem Jan van Dam die Sprache untersuchte, versuchte er herauszufinden, ob man zwischen der Dichtersprache und der Abschreibersprache Unterschiede feststellen könnte und ob der Abschreiber Einfluss auf den Text hatte. Er stellte fest, dass wahrscheinlich ein hochdeutscher Schreiber den Text abgeschrieben, dabei jedoch den niederfränkischen Charakter nicht überschrieben habe. Weiterhin schloss er aus der Sprache des Textes, dass der Dichter in einer Gegend zu lokalisieren sei, in der die deutsche Lautverschiebung noch nicht stattgefunden hatte, aber bereits ein „Kampfgebiet der verschiedenen Pronomina formen war“.
Der Trierer Floyris ist eine frühhöfische Dichtung. Es sind abenteuerliche Züge enthalten; so geht Floris auf die Reise in die Fremde, um seine geraubte Blanscheflur zurückzuholen, doch kann man es keinen Abenteuerroman nennen. Es sind wenig Spannungselemente eingebaut und Konflikte lassen sich schnell bewältigen. Der Trierer Floyris wird als „human“ bezeichnet, so hat zum Beispiel der Emir, der die Liebenden zunächst zum Tode verurteilt, schnell Erbarmen und lässt sie ziehen. Der Text wird zum Teil sogar als idealisierend und naiv bezeichnet.
Der Sprachstil ist einfach und nüchtern gehalten, die Darstellung des Inhalts beschränkt sich auf das Wesentliche und folgt einer klaren Handlungsstruktur. Ausschweifungen oder eine reflexive Haltung innerhalb des Textes sind nicht gegeben.

## Vorlage
Über die Vorlage des Trierer Floyris wurden verschiedene Thesen vorgebracht. Während Gustav Ehrismann die Ansicht vertrat, dass dem Trierer Floyris ein altfranzösisches Gedicht zu Grunde läge, welches uns nicht überliefert ist, geht man mittlerweile davon aus, dass die altfranzösische version aristocratique als Vorlage diente. Es wird angenommen, dass der Dichter des Trierer Floyris sehr gute Kenntnisse des französischen Textes hatte, aber selbstständig den Stoff umgestaltet habe.
Die Handlung der altfranzösischen version aristocratique lässt sich folgendermaßen zusammenfassen:
Floire (Floris, Floyris) ist der Sohn eines heidnischen spanischen Königs und wächst zusammen mit der christlichen Sklaventochter Blancheflor (Blanscheflur) auf. Die Eltern lernten sich auf dem Jakobsweg kennen. Floire und Blancheflor sind sich sehr nah und um einer unstandesgemäßen Heirat vorzubeugen, verkaufen Floires Eltern Blancheflor, während Floire auf Reisen ist. Als er zurückkehrt, erklären sie ihm, dass seine Geliebte gestorben sei. Floire ist krank vor Trauer und zum Selbstmord bereit, sodass seine Mutter ihm aus Mitleid die Wahrheit beichtet. Daraufhin macht Floire sich auf die Suche nach Blancheflor, was ihn nach Babylon führt. Dort soll Blancheflor in einem Turm im Harem des Emirs leben, der sie zur Frau nehmen will.
Mit Hilfe des Brückenpächters und durch Überlistung des Turmwächters gelingt es Floire, in den Turm zu kommen. Allerdings findet er sich nicht in Blancheflors Zimmer wieder, sondern in dem ihrer Freundin. Diese führt die Liebenden zusammen. Sie werden jedoch entdeckt und vom Emir zum Tode auf dem Scheiterhaufen verurteilt. Schließlich lässt der Emir Gnade vor Recht ergehen. Es kommt zu einer Doppelhochzeit und das Paar kehrt in das Königreich in Spanien zurück, wo Floire die Erbschaft seines Vaters antritt.

## Inhalt des Trierer Floyris
Der „Trierer Floyris“ setzt beim Ende der Brückenpächterszene ein und alle 16 Bruchstücke beschreiben Szenen in Babylon. Man erfährt, wie Floyris den Turmwächter besticht und dieser ihm hilft. Es wird berichtet, wie Floyris im Zimmer der Dame Cloris ankommt und diese ihn vor den anderen Damen versteckt und wie sie die Zusammenkunft der Liebenden verheimlicht.
Die Szene der Verurteilung ist sehr lückenhaft, jedoch wird das Ersuchen um Gnade durch einen gewissen Graf Bernhart in den Versen 270–301 geschildert. Im letzten Anschnitt erhält Floris einen Brief aus der Heimat mit dem Aufruf, das Erbe seines verstorbenen Vaters anzutreten.

## Unterschiede zwischen dem Trierer Floyris und derversion aristocratique
Die Brückenpächter- und Turmwächterepisode wurde von dem maasländischen Dichter am deutlichsten verändert. Elemente, die zuvor in der Brückenpächterepisode erzählt werden, baut der Schreiber des Trierer Floyris in die Turmwächterepisode ein. Es ist auffällig, dass es zwar wörtliche Übereinstimmungen gibt, aber dennoch inhaltliche Differenzen. Zu den Gemeinsamkeiten zählen beispielsweise die sogenannte „Architektenlist“, bei der Floyris vorgibt, sich den Turm, in dem Blanscheflur gefangen ist, näher ansehen zu wollen, da er in seinem Land einen ebensolchen bauen wolle. Auf diese Weise kommt er dem Turmwächter näher. Zuvor bekommt er ebenfalls von dem Brückenpächter den Rat, den Turmwächter mit Gold zu bestechen. Auch die Schachspielszene weist mehrere Gemeinsamkeiten mit dem französischen Florisroman auf. Zum einen wird mehrmals um Einsatz Schach gespielt, zum anderen schenkt Floyris dem Turmwächter den verlorenen Einsatz zurück.
Neben diesen Gemeinsamkeiten gibt es aber auch einige Unterschiede. So wird der Turmwächter zu einer freundlichen Figur und betet sogar zu Gott, dass er Floyris beschützen möge. Zudem bittet er Floyris zu bleiben, nachdem er sich den Turm angesehen hat. Früher als in der Vorlage gesteht ihm Floyris, dass Blanscheflur seine Geliebte ist und dass er sie befreien wolle.

## Thesen und Interpretationen in der Forschung
De Smet vertritt die Ansicht, dass der Dichter die Vorlage sehr gut kannte, diese beim Schreiben allerdings nicht vorliegen hatte, sodass er frei aus dem Gedächtnis erzählte. Andererseits vermutet er, dass der Schreiber „der Vorlage manchmal bewusst nicht gefolgt ist und den Stoff verändert und umgestaltet hat.“
Winkelman stellt heraus, dass der maasländische Dichter sowohl ursprüngliche Elemente übernommen hat als auch Erzählelemente neu einführte. So seien die List, die Bestechung des Wächters, die Führung um den Turm, das Dienstangebot und das Geständnis von Floyris, dass Blanscheflur seine Geliebte ist, bekannte Elemente, die der Schreiber im beinah gleichen Handlungsverlauf übernehme. Neueingeführte Elemente hingegen seien das „verschlüsselte Geständnis“ von Flore, welches der Dichter in die Turmwächterepisode überträgt und in ein „offenes Geständnis“ umwandelt. Zudem überträgt er die Schachspielszene aus der Brückenpächterepisode in die Turmwächterepisode. Floyris zeigt sich zum zweiten Mal freigiebig, obwohl er die Gunst des Wächters bereits erkauft habe. Winkelman kritisiert, dass die Schachspielszene im Trierer Floyris daher wenig sinnvoll wirke.
In der Szene, in der die Verurteilung von Floyris und Blanscheflur vollzogen werden soll, tritt ein Graf Bernhart auf, der die Ausführung des Urteils verhindert und somit Floyris und Blanscheflur rettet. Diese Person taucht in keinem anderen Florisstück auf; in anderen Versionen ist dieser Graf anonym. Nach einer These von De Smet könnte diese Erwähnung eine Huldigung an einen unbekannten Gönner oder Auftraggeber des Autors sein. Winkelmann (2008) zufolge käme dafür ein Graf Bernhard von Anhalt aus dem sächsischen Markgrafengeschlecht der Askanier in Betracht. Zum einen sei er vertraut gewesen mit dem Adelskreis um Barbarossa und sei in seiner Jugend in Frankreich gewesen. Im Jahre 1184 habe er zum anderen an einem Hoftag in Mainz teilgenommen, bei dem auch Heinrich von Veldeke anwesend war.
Zudem gibt es keinen Christen- und Heidenkonflikt im Trierer Floyris. De Smet erkennt darin einen rechtschaffenen Charakter des Dichters, der die Menschheit nicht in Christen und Heiden aufteile. Daher habe der Dichter die Szene der Überlistung des Turmwächters umgeschrieben und diese freundlicher und menschlicher gestaltet. Darin lasse sich eine Utopie des Friedens sehen.

## Historische Hintergründe
Die Thematik der Eheschließung zwischen einem muslimischen Fürsten und einer Christin war nach Winkelmann zur Entstehungszeit des Trierer Floyris auffallend aktuell. Es ist eine Urkunde (1173) von Friedrich I. Barbarossa überliefert, die dieses Thema behandelt: „Der König schlägt eine Ehe zwischen seinem Sohn und der Tochter des Kaisers vor, wofür er mit seinem Reich den christlichen Glauben annehmen und alle christlichen Gefangenen freilassen will.“ Der König von Babylon, der dieses Angebot unterbreitete, ist zu dieser Zeit Saladin. Saladin eroberte 1187 Akkon und Jerusalem, woraufhin der Papst einen dritten Kreuzzug ausrief.